# Johann Ohneland

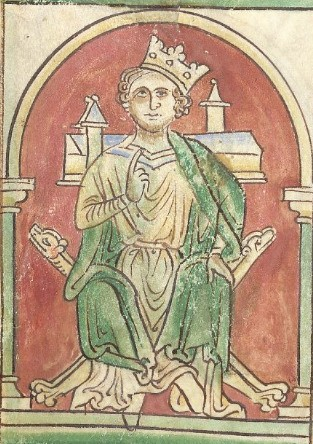
Johann Ohneland auf seinem Thron. Matthew Paris, Abbreviatio Chronicorum, England, 1250–1259. London, The British Library, Cotton MS Claudius D VI, fol. 9v

Johann Ohneland (* zwischen 25. Dezember 1166 und 6. Januar 1167; † 19. Oktober 1216 auf Newark Castle, Newark-on-Trent), englisch John Lackland, eigentlich französisch Jean Plantagenêt, genannt Jean Sans-Terre, war von 1199 bis 1216 König von England, Lord von Irland, Herzog der Normandie und von Aquitanien sowie Graf von Anjou. Er war der jüngste Sohn des englischen Königs Heinrich II. und von Eleonore von Aquitanien. Nach dem Tod seines Bruders Richard Löwenherz wurde er 1199 englischer König. Im Krieg mit Frankreich verlor er bis 1204 die Normandie und weite Teile seiner Festlandsbesitzungen, des französischen Anteils des sogenannten Angevinischen Reichs. Seine Rückeroberungsversuche scheiterten. Während seiner Herrschaft kam es zu einer Rebellion der englischen Barone, die ihn 1215 zur Anerkennung der Magna Carta zwang.

## Erziehung und Jugend
Über Johanns Geburtsdatum und -ort fehlen genaue Angaben. Wahrscheinlich wurde er zwischen Weihnachten 1166 und dem Dreikönigsfest 1167 entweder im Tower of London oder im Palace of Westminster geboren. Über seine Jugend ist wenig bekannt, da er als vierter Sohn des Königs kaum beachtet wurde. Als Kleinkind wurde er in der Abtei Fontevrault im Anjou erzogen, später im Haushalt seines ältesten Bruders Heinrich. Sein Lehrer war Ranulf de Glanville, und Johann lernte auch Lesen und Schreiben. Als Erwachsener besaß er eine Bibliothek mit lateinischen und französischen Schriften. Seinen Beinamen Ohneland erhielt Johann bereits als Kleinkind, weil er 1169 von seinem Vater bei der mit dem französischen König in Montmirail vereinbarten Erbteilung  anders als seine drei älteren Brüder unberücksichtigt blieb.
Johann war von kleiner Figur und soll zwischen 1,65 m und 1,68 m groß gewesen sein. Anfangs gut gebaut, soll er durch übermäßiges Essen dick geworden sein.

### Johann als jüngster Sohn Heinrichs II.

Die Länder des angevinischen Reichs (rot) in Frankreich um 1180

Um auch seinen jüngsten Sohn mit Landbesitz zu versorgen, arrangierte Heinrich 1172 Johanns Verlobung mit Adelheid, der älteren Tochter des Grafen Humbert von Maurienne. Adelheid hätte ein erhebliches Erbe mit in die beabsichtigte Ehe gebracht, und als Gegenleistung wollte Heinrich seinem Sohn die Burgen Chinon, Loudon und Mirebeau im Poitou übergeben. Das Poitou hatte er jedoch bereits seinem ältesten Sohn Heinrich dem Jüngeren versprochen. Die Übertragung der Burgen aus seinem Besitz, ohne ihn zu fragen, war der Anlass für die Rebellion des jüngeren Heinrich gegen seinen Vater, der sich Johanns ältere Brüder Richard und Gottfried anschlossen. Zwar gelang es Heinrich II., die Rebellion seiner Söhne 1174 niederzuschlagen, doch da Adelheid im selben Jahr starb, konnte die geplante Hochzeit Johanns mit ihr nicht mehr vollzogen werden.
Nachdem sich Heinrich II. wieder mit seinen Söhnen versöhnt hatte, wurde Johann am 30. September 1174 eine Jahresrente von 1000 Pfund aus England sowie je 1000 Livres aus der Normandie und dem Anjou zugesagt. Nach dem Tod von Reginald de Dunstanville, 1. Earl of Cornwall, der 1175 ohne überlebende legitime männliche Nachkommen gestorben war, vergab Heinrich II. die Einkünfte aus dieser Grafschaft an Johann, womit er Reginalds Töchter quasi enterbte. Dies führte zur Rebellion ihrer Ehemänner, zu denen Adémar, Vicomte de Limoges, gehörte. 1176 verlobte der König Johann mit Isabel von Gloucester, der Tochter und Miterbin von William FitzRobert, 2. Earl of Gloucester. William FitzRobert erhob Johann jedoch zu seinem Haupterben, womit er Isabels Schwestern und deren Ehemänner Amalrich von Montfort und Richard de Clare, 3. Earl of Hertford enterbte. Als William FitzRobert Ende 1183 starb, kam es zu einer Rebellion im Südosten von Wales. Nach deren Niederschlagung übernahm Heinrich II. vorerst selbst die Verwaltung von Gloucester und Glamorgan. Johann wurde weiterhin in Urkunden nur als „Königssohn“ tituliert und blieb seinem Vater unterstellt.

### Vergeblicher Griff nach Aquitanien
Im August 1184 wollte Heinrich II. das Herzogtum Aquitanien an Johann anstatt an seinen Sohn Richard übertragen. Der widersetzte sich jedoch, weshalb Johann mit Billigung seines Vaters und Unterstützung seines Bruders Gottfried Richards Herzogtum angriff. Nach dem Scheitern des Angriffs erreichte Richard bei einem Treffen der drei Brüder mit ihrem Vater im Dezember 1184, dass sein Vater ihm Aquitanien beließ.

### Gescheiterter Feldzug nach Irland
Bereits im Mai 1177 hatte Heinrich II. versucht, Johann zum König von Irland zu erheben. Er bat Papst Alexander III. um dessen Zustimmung und um Übersendung einer Krone. Zu Beginn der 1180er Jahre war Heinrich II. über die zunehmende Unabhängigkeit seines Gouverneurs Hugh de Lacy in Irland beunruhigt. Er schlug Johann im März 1185 zum Ritter und sandte ihn als Lord of Ireland mit einer stattlichen Streitmacht nach Irland. Johann landete am 25. April in Waterford. Einige der irischen Könige unterwarfen sich ihm sofort, doch als Johann entgegen dem traditionellen irischen Recht große irische Lehen an seine eigenen Freunde und Gefolgsleute vergab, erhoben sich die irischen Könige von Thomond, Desmond und Connacht, anscheinend ermuntert von Hugh de Lacy, gegen Johann. Nach mehreren Niederlagen und weil Johann ihnen den ausstehenden Sold verweigerte, desertierte ein Teil seiner Truppen. Johann musste sich im September wieder nach England zurückziehen, wo er die Anhängerschaft Hugh de Lacys für sein Scheitern verantwortlich machte.
Die beiden zeitgenössischen Chronisten Gerald of Wales und Roger von Hoveden hingegen berichten von Johanns Überheblichkeit und Habgier in Irland. Während sein Bruder Richard in Johanns Alter die rebellischen Barone von Aquitanien unterworfen hatte, galt Johann nach dem Fiasko von Irland als verschwenderischer Taugenichts. Nachdem Hugh de Lacy 1186 ermordet worden war und Papst Urban III. dem König eine Krone für das zukünftige Königreich Irland gesandt hatte, bereitete Heinrich II. erneut einen Feldzug für seinen Sohn nach Irland vor. Im August 1186 verunglückte jedoch Johanns Bruder Gottfried bei einem Turnier tödlich. Um die Nachfolge in der Bretagne zu regeln, sagte der König den irischen Feldzug ab. Die päpstliche Krone wurde nie verwendet, und Johann blieb nur nomineller Lord of Ireland. Diesen Titel trugen bis zu Heinrich VIII. alle zukünftigen englischen Könige.

### Unterstützung der Rebellion Richards
Nachdem Heinrich II. sich im November 1188 öffentlich geweigert hatte, seinen ältesten überlebenden Sohn Richard als seinen Erben zu bestätigen, revoltierte dieser gegen seinen Vater und verbündete sich mit dem französischen König Philipp II. Ein Großteil des Adels unterstützte Richard und die Macht des alten Heinrich II. verringerte sich rasch. Nach dem Fall von Le Mans am 12. Juni 1189 wechselte auch Johann auf die Seite seines siegreichen Bruders. Heinrich II. starb kurz darauf, und nach Ansicht vieler Zeitgenossen trug der Verrat seines geliebten jüngsten Sohns mit zum Tod des alten Königs bei.

## Johann unter Richard Löwenherz
Nach dem Tod ihres Vaters bestätigte Richard Johann rasch in seinen Besitzungen von Mortain in der südwestlichen Normandie sowie der Burgen von Peveril, Lancaster, Marlborough und Ludgershall in England. Dazu erhielt Johann die Gebiete von Tickhill, Wallingford sowie Derbyshire und Nottinghamshire, deren Burgen jedoch in königlichem Besitz blieben. Am 29. August 1189 heiratete Johann seine Verlobte Isabel von Gloucester. Johann und Isabel waren Cousin und Cousine zweiten Grades, weshalb Erzbischof Balduin von Canterbury die Ehe wegen Blutsverwandtschaft untersagt hatte. Johann wandte sich daraufhin an den Papst, und der päpstliche Legat gestattete die Ehe, solange sie nicht vom Papst untersagt würde. Durch die Heirat mit Isabel wurde Johann nun Earl of Gloucester und Lord von Glamorgan und Wentloog in den Welsh Marches. Nach dem Tod von Heinrich II. war es in Südwales wieder zu Kriegen mit Lord Rhys, dem Fürsten von Deheubarth gekommen. Lord Rhys hatte Heinrich II. als seinen Oberherrn anerkannt, betrachtete diese Bindung durch den Tod des Königs jedoch als erloschen. Richard unterstellte Johann eine Armee, mit der er das von Lord Rhys belagerte Carmarthen Castle entsetzte. Johann verhandelte mit Lord Rhys und eskortierte ihn nach Oxford, wo er direkt mit dem König verhandeln wollte. Richard weigerte sich jedoch, den walisischen Fürsten zu empfangen. Lord Rhys kehrte nach Südwales zurück und setzte seine Angriffe auf englische Gebiete fort. Im Dezember 1189 übergab Richard Johann auch Cornwall, Devon, Somerset und Dorset in Südwestengland. Johann war nun Herr über erheblichen Grundbesitz und verwaltete seine Besitzungen von Marlborough aus.

### Verrat an Richard in England
Vor seinem Aufbruch zum Dritten Kreuzzug nahm Richard im März 1190 in Nonancourt Johann einen Eid ab, dass er sich in den nächsten drei Jahren nicht in England aufhalten würde. Später erlaubte er jedoch seinem Justiciar und Lordkanzler William Longchamp, Johann bei Bedarf von diesem Eid zu entbinden. Im Oktober 1190 setzte Richard in Messina im Falle seines Todes seinen Neffen Arthur, den postum geborenen Sohn seines Bruders Gottfried, als Erben ein. Bereits 1191 war Johann wieder in England. Als Gerard de Canville, der Sheriff von Lincolnshire, im Juni 1191 Johann als Richards Erben huldigte, belagerte Longchamp sofort Canvilles Burg Lincoln Castle, während Canville Nottingham und Tickhill Castle an Johann übergab. Longchamp hob die Belagerung von Lincoln auf und traf sich im Juli mit Johann in Winchester. Sowohl Longchamp als auch Johann erschienen mit einem starken Aufgebot an walisischen Söldnern. Durch den von Richard von Sizilien aus zurückgesandten Erzbischof von Rouen, Walter de Coutances, wurde eine Vereinbarung ausgehandelt, nach der Johann die Burgen zurückgab, während Longchamp Johann als potentiellen Erben anerkannte. Am 18. September 1191 ließ Longchamp Johanns Halbbruder Erzbischof Geoffrey von York, der ebenfalls geschworen hatte, England innerhalb von drei Jahren nach Richards Aufbruch nicht zu betreten, in Dover verhaften. Johann nutzte den daraus entstehenden Aufruhr über den ausländischen, aus der Normandie stammenden Justiciar. Er erklärte sich zum Bewahrer von englischem Recht und englischen Freiheiten und brach die Vereinbarung mit Longchamp. Angesichts des Aufruhrs sah sich Longchamp gezwungen, Geoffrey von York wieder freizulassen.
Johann lud den Justiciar sowie weitere führende Adlige für den 5. Oktober zu einem Treffen an der Loddon Bridge zwischen Reading und Windsor ein, doch Longchamp schlug die Einladung aus, da er befürchtete, dass Johann sich des Throns bemächtigen wollte. Erzbischof Walter de Coutances verdächtigte Johann, dass er den Justiciar absetzen wollte. Am 7. Oktober brach Johann mit seinen Anhängern Richtung Windsor auf. Longchamp zog sich daraufhin von Windsor nach London zurück, und auf dem Weg dorthin kam es zu einem Geplänkel zwischen Johanns und Longchamps Gefolge. Longchamp flüchtete in den Tower of London, während Johann sich in der City behaupten konnte. Am 10. Oktober legte Longchamp seine Ämter als Justiciar und Lordkanzler nieder. Johann hoffte, nach Longchamps Scheitern die uneingeschränkte Herrschaft in England zu erhalten, doch musste er schließlich Erzbischof Walter de Coutances als neuen Justiciar einsetzen.

### Verrat an Richard in Frankreich
Philipp II. von Frankreich war bereits Ende 1191 vorzeitig vom Kreuzzug nach Frankreich zurückgekehrt. Er bot Johann die Herrschaft über Aquitanien an, wenn er seine Halbschwester Alix heiraten würde. Alix war ursprünglich mit Richard verlobt gewesen, doch hatte dieser 1189 die Verlobung gelöst. Johann wollte im Februar 1192 nach Frankreich aufbrechen, als seine Mutter ihn nach langen Unterredungen davon überzeugen konnte, dass er mit diesem Verrat alles verlieren würde. Als Anfang 1193 die Nachricht kam, dass Richard in Österreich von Herzog Leopold gefangen genommen worden war, erneuerte Philipp II. sein Angebot an Johann. Johann schlug alle Warnungen in den Wind und schloss im Januar 1193 in Paris ein Abkommen mit dem französischen König. Demnach sollte er Alix heiraten und das Vexin an Philipp II. übergeben. Philipp II. eroberte umgehend die strategisch wichtige Burg Gisors und sammelte eine Invasionsflotte in Wissant. Johann versuchte, den schottischen König Wilhelm auf seine Seite zu ziehen, doch dieser lehnte seine Angebote ab. Johann besetzte daraufhin mit walisischen Söldnern Windsor und Wallingford Castle, doch seine Rebellion gegen seinen Bruder, den Kreuzfahrer-König, fand nur geringe Unterstützung. Johann ließ verkünden, dass Richard tot sei, doch die englischen Adligen glaubten ihm nicht. Sie belagerten Johanns Burgen und bereiteten sich auf eine Abwehr der befürchteten französischen Invasion vor. Am 20. April 1193 kehrte Hubert Walter, der Bischof von Salisbury, aus Deutschland zurück und überbrachte die Lösegeldforderung von Kaiser Heinrich VI. Auf seinen Ratschlag hin wurde Johann ein Waffenstillstand angeboten, nach dem Johann Windsor und Wallingford übergeben solle, doch durfte er Nottingham und Tickhill Castle behalten. Aus Furcht, nach der Freilassung Richards als Verräter angeklagt zu werden, floh Johann nach Frankreich. Richards Unterhändler sicherten ihm den Besitz seiner Ländereien zu, wenn er 50.000 Mark, die Hälfte des ungeheuren Lösegelds, aufbringen würde. Johann akzeptierte dies, stellte jedoch fest, dass er von den Verwaltern seiner eigenen Burgen in England als Verräter betrachtet wurde, so dass sie ihn nicht mehr als Herrn akzeptierten. Erneut kehrte er nach Frankreich zurück. Philipp übergab ihm Arques, Drincourt und Évreux. Im Gegenzug versprach er Philipp mit Ausnahme von Rouen die Normandie östlich der Seine. Gemeinsam bereiteten sie eine neue Invasion der Normandie vor und versuchten, Kaiser Heinrich VI. zu bestechen, damit er Richard länger in Gefangenschaft hielt. Hubert Walter, der inzwischen Erzbischof von Canterbury geworden war, exkommunizierte daraufhin Johann, und der königliche Rat enteignete ihn förmlich. Richards Anhänger belagerten Johanns Burgen, die sich bis auf Tickhill und Nottingham Castle rasch ergaben.

### Versöhnung mit Richard
Auf der Ratsversammlung in Nottingham im Mai 1194 wurden alle Lehen Johanns einschließlich Irland für verwirkt erklärt. Als Richard in die Normandie übersetzte, unterwarf sich ihm Johann in Lisieux. Sein Bruder vergab ihm und sandte ihn nach Évreux, wo er die Burg in seinen Besitz brachte, bevor die französische Besatzung von seinem Seitenwechsel erfuhr. In den nächsten fünf Jahren lebte Johann unauffällig und gewann nach und nach das Vertrauen seines Bruders zurück, der ihm Irland sowie Mortain und Gloucester zurückgab. Richard betraute ihn zudem mit kleineren militärischen Kommandos, die Johann wie die Eroberung von Gamaches teils erfolgreich durchführen konnte. Johann war in dieser Zeit ein loyaler Unterstützer seines Bruders, während sein Neffe Arthur sich 1196 mit dem französischen König verbündet hatte. Deshalb erklärte Richard Johann 1197 zu seinem Erben und kurz vor seinem Tod im April 1199 zu seinem Nachfolger.

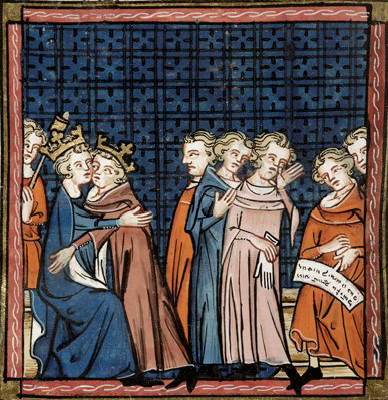
König Johann und König Philipp II. besiegeln ihren Frieden mit einem Kuss. Buchmalerei aus dem 14. Jahrhundert

## Nachfolge seines Bruders und Kampf um die Besitzungen in Frankreich

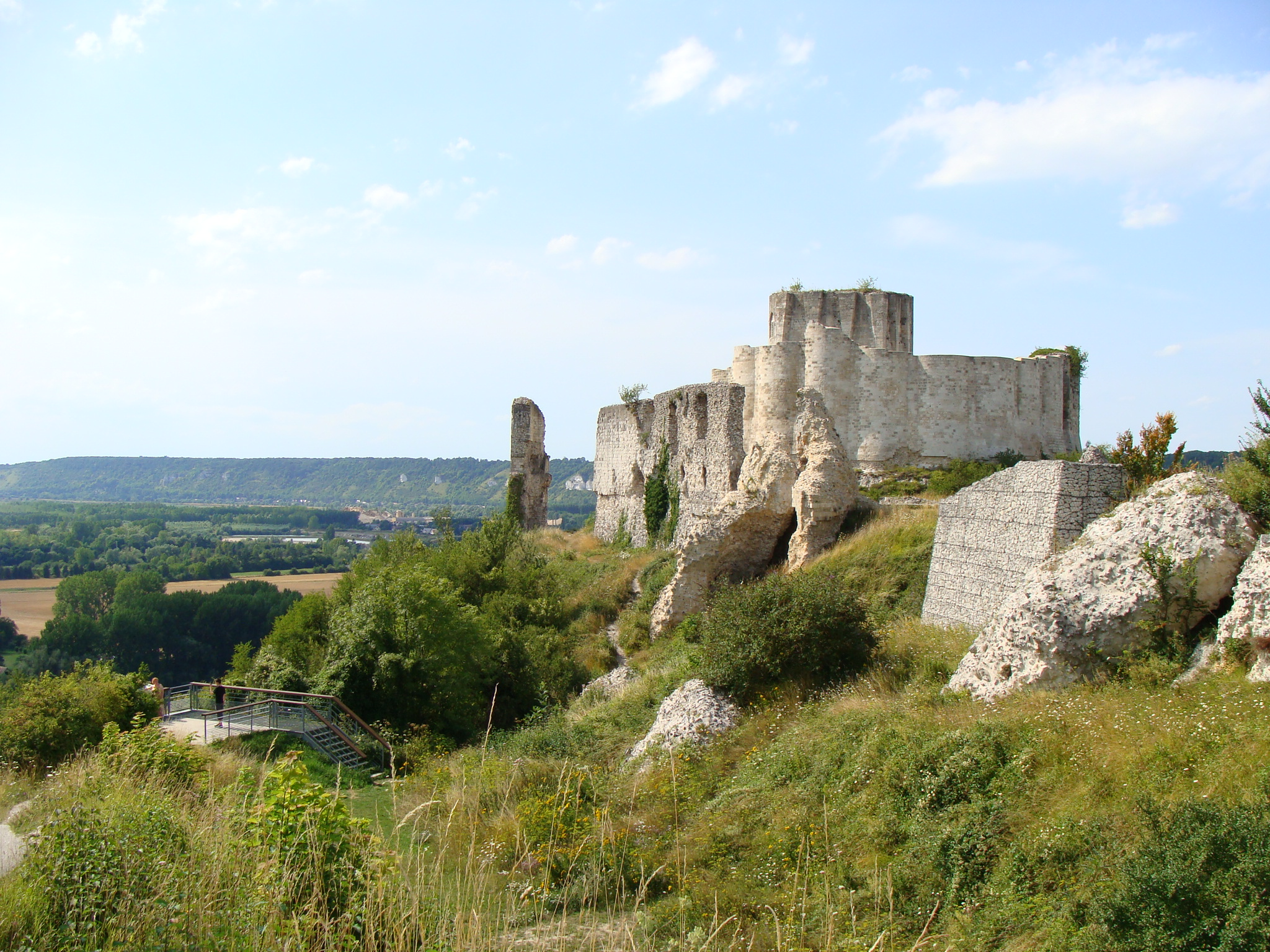
Die Ruine von Château Gaillard, nach dessen Fall Philipp II. von Frankreich 1204 die Normandie erobern konnte

Nach seiner Thronbesteigung versuchte Johann vorrangig, seine Besitzungen auf dem Festland zu sichern. König Philipp II. besetzte unverzüglich, nachdem er die Nachricht vom Tod Richards gehört hatte, Évreux und fiel in die Normandie ein. Unter Führung von Guillaume des Roches erklärten die Barone von Anjou, Maine und Tours den jungen Arthur zum Herzog und überzeugten die Stadt Angers, ihre Tore für Arthur und dessen Mutter Konstance zu öffnen. In Aquitanien wurde Philipp II. von seinen alten Verbündeten, dem Graf von Angoulême und dem Vicomte von Limoges, unterstützt. Johann vertraute Aquitanien seiner alten Mutter an, der die Söldner Richards unter Führung von dessen Vertrauten Mercadier zur Verfügung standen, und versuchte vorrangig Anjou zu halten. Am 14. April besetzte er Burg Chinon mit dem Kronschatz. Die Witwe seines Bruders Gottfried, Konstanze, versuchte inzwischen, das Anjou, Maine und Tours für ihren Sohn Arthur zu besetzen, und Johann geriet bei Le Mans fast in Gefangenschaft, als sich Philipp II., Arthur und des Roches dort am 20. April trafen. Johann zog nach Rouen, wo er am 25. April als Herzog der Normandie eingesetzt wurde. Anschließend zog er wieder nach Le Mans, das er als Vergeltung für die Unterstützung Arthurs und Philipps II. plünderte. In England hatte sich inzwischen William Marshal für die Thronfolge Johanns eingesetzt und Erzbischof Hubert Walter auf seine Seite gebracht. Johann überließ Vizegraf Aimery de Thouars, den er gegen Guillaume des Roches zum Seneschall von Anjou ernannte, die Verwaltung des Anjou und reiste nach England. Am 25. Mai landete er in Shoreham und wurde bereits zwei Tage später, am 27. Mai 1199, in Westminster Abbey zum König gekrönt. Bereits einen Monat später erschien er mit seiner Armee in der Normandie und zwang Philipp II. zur Aufgabe der Belagerung der Burg Lavardin. Angesichts seiner angespannten Finanzen konnte Johann jedoch keinen großangelegten Feldzug unternehmen.
Im September 1199 wechselte Guillaume des Roches, der mächtigste Baron im Anjou, die Seiten und verbündete sich mit Johann. Er kam mit Konstance und Arthur nach Le Mans, doch diese wurden gewarnt, dass sie an Johann ausgeliefert werden sollten, und konnten mit Hilfe von Aimery de Thouars und dessen Bruder Guido von Thouars an den französischen Hof flüchten. Auch in Frankreich gab es Widerstand gegen die hohen Steuern für die Kriegskosten, so dass auch Philipp II. verhandlungsbereit war. Im Januar 1200 begannen Friedensverhandlungen und am 22. Mai wurde der Vertrag von Le Goulet geschlossen. In diesem erkannte Philipp II. Johann als Herr der Normandie, des Anjou, Maine, Tours und Aquitanien an. Johann musste auf Évreux, das Vexin mit Ausnahme von Les Andelys sowie die Herrschaften Issoudun, Graçay und Bas-Berry in Berry verzichten, für die anderen Besitzungen auf dem Festland leistete Johann dem französischen König Hommage. Zusätzlich musste Arthur Johann für die Bretagne huldigen.

### Erneuter Krieg mit Frankreich
Schon bald nach seiner Thronbesteigung hatte Johann Bischöfe gefunden, die seine anfechtbare Ehe mit Isabel von Gloucester auflösten. Er hatte zunächst eine Gesandtschaft nach Portugal geschickt, um Verhandlungen über eine Heirat mit einer portugiesischen Prinzessin zu führen. Johanns Heirat mit Isabella von Angoulême, der Tochter von Graf Aymar, am 24. August 1200 kam deshalb für viele Zeitgenossen überraschend, selbst für Isabellas Verlobten Hugo IX. von Lusignan. Durch die Heirat mit der Erbin der strategisch wichtigen Grafschaft hatte Johann nun eine Anwartschaft auf Angoulême, doch gleichzeitig hatte er sich nun die mächtige Familie Lusignan, der er bislang viel zu verdanken hatte, zum Feind gemacht. Johann machte auch keine Versuche, die Familie für die Demütigung und für den Verlust der Anwartschaft auf Angoulême zu entschädigen. Im Gegenteil, im Frühjahr 1201 entzog er Hugo de Lusignan die erst Anfang 1200 verliehene Herrschaft La Marche, die er seinem neuen Schwiegervater übergab, während er die Grafschaft Eu in der Normandie Hugos Bruder Raoul entzog. Da Johann auf die Beschwerden der Lusignans nicht einging, wandten sich diese an ihren obersten Lehnsherrn, den französischen König. Philipp II. versuchte erst, den Konflikt diplomatisch zu lösen. Bei einem Besuch Johanns in Paris erinnerte er diesen an seine Pflichten als Lehnsherr und trug ihm auf, den Konflikt mit den Lusignans vor seinem eigenen Gericht zu lösen. Johann kam dieser Aufforderung jedoch nicht nach, weshalb die Lusignans ihre Beschwerden erneut beim französischen König vorbrachten. Johann sollte nun vor dem Hofgericht in Paris erscheinen. Als er dieser Aufforderung nicht nachkam, erklärte ihn Philipp II. im April 1202 zum untreuen Vasallen und entzog ihm alle französischen Lehen. Gleichzeitig akzeptierte er Arthurs Huldigung für das Anjou, Maine und Touraine, während er die Normandie zum Kronland erklärte. Durch seine Überheblichkeit gegenüber den Lusignans und der Ausschlagung des Vermittlungsversuchs von Philipp II. hatte Johann somit keine zwei Jahre nach dem Vertrag von Le Goulet einen Krieg mit dem französischen König herbeigeführt.

### Verlust der Normandie und weiterer Besitzungen in Frankreich
Während der französische König die Normandie von Osten angriff, überfiel Arthur mit Unterstützung von rebellischen Adligen von der Bretagne aus Johanns Besitzungen an der Loire. Johann vertraute den mächtigen Burgen, die die Ostgrenze der Normandie schützten, und wandte sich zunächst nach Süden. Durch einen Überraschungsangriff konnte er Ende Juli 1202 die Rebellen in Mirebeau vernichtend schlagen, wobei neben Arthur zahlreiche weitere rebellische Adlige in Gefangenschaft gerieten. Er nutzte diesen Erfolg jedoch nicht aus. Über die Aufteilung der Gefangenen kam es zum endgültigen Bruch mit Guillaume des Roches und Aimery de Thouars. Bis Ende 1202 musste Johann sich aus dem nördlichen Poitou, dem Anjou, Maine und der Grafschaft Tours zurückziehen.
Im Frühjahr 1203 erlitt Johanns Ansehen durch Gerüchte über das Schicksal seines Neffen Arthur schweren Schaden. Angeblich soll er selbst den in seiner Gefangenschaft befindlichen Arthur in Rouen erschlagen haben. Im Frühsommer griff Philipp II. erneut die Normandie an. Johann verlor zunehmend die Unterstützung der normannischen Adligen, die auf die Seite Philipps II. wechselten. Im Dezember 1203 verließ Johann die Normandie und segelte nach England. Nach über sechsmonatiger Belagerung ergab sich im März 1204 das mächtige Château Gaillard, dem zahlreiche weitere Burgen und Städte folgten. Am 24. Juni 1204 kapitulierte die isolierte Hauptstadt Rouen, womit die Normandie für Johann verloren war. Im Poitou gingen nach dem Tod von Johanns Mutter Eleonore am 1. April 1204 fast alle Barone und Städte zu Philipp II. über, der im August im Triumph in Poitiers einzog. Auf die Nachricht von Eleonores Tod überfiel Alfons VIII. von Kastilien die Gascogne, da Heinrich II. sie angeblich seiner Tochter Eleonore, Alfons Ehefrau, als Wittum nach dem Tod ihrer Mutter versprochen hatte. Ende 1204 besaß Johann nur noch wenig mehr als die Häfen von Bayonne bis La Rochelle sowie die isolierten Burgen von Chinon und Loches.

### Versuch der Rückeroberung der französischen Besitzungen

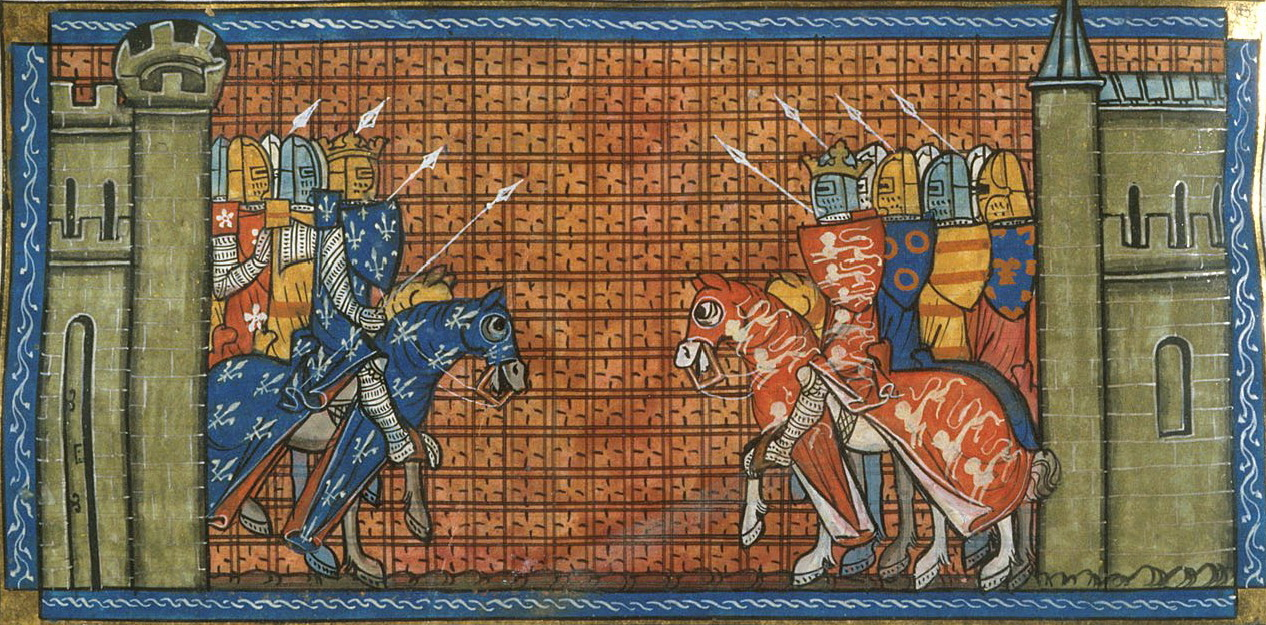
Schlacht zwischen König Johann und König Philipp II. Buchmalerei aus dem 14. Jahrhundert

Im Mai 1205 versuchte Johann, ein großes Heer und eine Flotte in Portsmouth zu sammeln. Die englischen Barone weigerten sich jedoch, ihm nach Frankreich zu folgen, so dass Johann seinen geplanten Feldzug unter demütigenden Umständen absagen musste. Als Folge davon ergaben sich die Besatzungen von Chinon und Loches. Dennoch widerstanden die großen Städte der Gascogne den französischen Angriffen, die Kanalinseln konnten zurückerobert werden und im Poitou gelang Savary de Mauléon die Rückeroberung von Niort. Im Juni 1206 landete Johann mit einem Söldnerheer und mit der Unterstützung eines Teils seiner englischen Barone schließlich in La Rochelle. Auf die Nachricht von Johanns Aufbruch hatte Philipp II. sich auf die Verteidigung der Normandie konzentriert, so dass Johann ungehindert in Südwestfrankreich vorrücken, die Saintonge zurückerobern und die Herrschaft über die Grafschaft Angoulême, die er 1202 von seinem verstorbenen Schwiegervater geerbt hatte, festigen konnte. Dazu konnte er die letzten kastilischen Besatzungen in der Gascogne vertreiben. Im September zog er nach Norden in das Anjou, zog sich aber auf die Nachricht, dass Philipp II. mit einem starken Heer gegen ihn zog, zurück. Im Oktober 1206 vereinbarte er mit Philipp II. einen zweijährigen Waffenstillstand. Philipps mangelndes Interesse an der Gascogne und dem südwestlichen Poitou mit Angoulême, Aunis und der Saintonge rettete Johanns Herrschaft über diesen Rest des angevinischen Reiches.

## Regierung von England
Nach dem Feldzug ins Poitou 1206 widmete Johann sich stärker der Regierung von England, die bis dahin so ausgeübt wurde wie unter seinem Bruder Richard. Zwar waren die Chancery Rolls als neue Nachweise der Tagesgeschäfte eingeführt worden, doch das Ausheben von Truppen und das Eintreiben von Geldern verlief unter Johann wie bisher unter Richard. Hubert Walter hatte bis zu seinem Tod 1205 als Lordkanzler gedient. Geoffrey fitz Peter, 1. Earl of Essex, blieb bis zu seinem Tod 1213 Justiciar. William von Ely blieb Lord High Treasurer und Hugh de Neville blieb Chief Forester, bis sie beide 1215 rebellierten.
Erst nach Dezember 1203, als Johann die meiste Zeit über in England blieb, gab es Neuerungen, angeregt durch die Franzosen wie Peter des Roches, Engelard de Cigogné, Falkes de Bréauté und Gerard d’Athée, die Johann die Treue hielten, auch nachdem sie ihre eigenen Besitzungen in Frankreich an Philipp II. verloren hatten. Nachdem die Südküste Englands nach der Eroberung der Normandie stärker durch französische Angriffe bedroht wurde, verließ sich Johann nicht mehr allein auf die Seestreitkräfte der Cinque Ports. William of Wrotham und andere Beamte stellten im Auftrag des Königs eine königliche Flotte aus Galeeren und anderen Schiffen auf, für die der Hafen der jungen Stadt Portsmouth ausgebaut wurde. In weiteren Häfen in Südengland und Irland wurden Flottenstützpunkte angelegt, während Johanns Halbbruder William Longespée Kommandant der Flotte wurde. Der Historiker Winfried Warren bezeichnete Johann deshalb als Gründer der Royal Navy.
Nachdem Johann 1205 eine französische Invasion befürchtet hatte, musste jeder männliche Bewohner Englands, der älter als zwölf Jahre war, einen Treueeid schwören, und in jeder Grafschaft wurden Constables ernannt, die die Verteidigung organisieren sollten. Bis Herbst 1206 blieb jedoch die Rückeroberung seiner festländischen Besitzungen Johanns vorrangiges Ziel. Durch die fortwährenden Kriege, aber auch durch Inflation und sozialen Wandel, waren die königlichen Finanzen jedoch erschöpft. Bereits 1203 hatte Johann den Dreizehnten, eine allgemeine Sondersteuer, in England erhoben. Ab 1206 reorganisierte er das königliche Finanzwesen und führte die Gegenzeichnung bei Abrechnungen ein. Da seine Barone nach dem Lehensrecht nur 40 Tage im Jahr Kriegsdienst leisten mussten, erhob er stattdessen von ihnen fast jährlich ein Schildgeld. 1207 erhob er erneut eine allgemeine Sondersteuer, die allein 57.425 Pfund einbrachte, was dem doppelten normalen Steueraufkommen eines Jahres entsprach. Er versuchte, durch seine Beamten die Steuern in den Grafschaften direkt einziehen zu lassen, anstatt die Grafschaften mit ihren Einkünften jährlich an einen Sheriff zu verpachten, doch aufgrund der begrenzten mittelalterlichen Verwaltungsressourcen scheiterte die praktische Umsetzung dieses Experiments. Dazu trieb er stärker säumige Zahlungen von seinen Baronen ein, die durch das Schildgeld, durch Gebühren für den Erbfall und weitere Gebühren teilweise bei der Krone hoch verschuldet waren. Dies erfolgte jedoch willkürlich. 1208 befahl Johann Gerard d’Athée, die Besitzungen seines bisherigen Günstlings William de Braose in Wales wegen ausstehender Zahlungen zu besetzen. Braose rebellierte und flüchtete dann mit seiner Familie nach Irland, wo seine Familie in Gefangenschaft geriet. Braose selbst konnte nach Frankreich entkommen, wo er im Exil starb. Braoses Frau Maud und seinen ältesten Sohn William ließ Johann im Kerker verhungern.
Auch von den jüdischen Gemeinden erhob Johann hohe Steuern, die ihm 1210 66.000 Mark einbrachten. Die Brutalität, mit der diese Steuern eingetrieben wurden, wirkte sich auch auf die Schuldner der jüdischen Geldverleiher aus. Weitere Steuern wurden den Städten aufgelastet, weitere Einnahmequellen waren die Waldrechte sowie Geldstrafen. Während die jährlichen Einnahmen der Krone vor 1207 bei etwa 30.000 Pfund lagen, betrugen sie 1210 – ohne die Einnahmen aus den Judensteuern – 51.913 Pfund und 1211 sogar 83.291 Pfund. Schätzungen zufolge hortete Johann 1212 über 200.000 Mark in Münzen in seinen Burgen Corfe, Bristol und Gloucester Castle, was zu einer Geldknappheit in England führte. Johanns Barone begannen nicht nur seine Willkür zu fürchten, sondern aufgrund seiner regelmäßigen Geldforderungen auch ihren finanziellen Ruin.
Neben den Finanzen lag Johanns Hauptinteresse an der Rechtsprechung, während seiner Herrschaft entwickelte sich das Common Law weiter. Er besaß in England keine feste Residenz, sondern zog ruhelos und zügig durch weite Teile seines Reiches. Häufig nutzte er den Palast von Westminster, den Tower of London, die Burgen von Windsor, Winchester, Nottingham, Ludgershall oder Marlborough, dazu andere Burgen und Jagdhäuser wie Bere Regis und Gillingham in Dorset oder Freemantle in Hampshire, Geddington in Northamptonshire und zahlreiche weitere. Daneben war er 17-mal im nordenglischen York und besuchte auch regelmäßig die Welsh Marches.

### Interdikt über England und Exkommunikation durch Papst Innozenz III.
Wie viele andere Herrscher wollte Johann auch die Kirche beherrschen. Bereits 1198 hatte er, damals noch als Lord of Ireland, John Comyn, den Erzbischof von Dublin ins Exil getrieben und damit den Papst verärgert. Als Herzog von Aquitanien brachte Johanns Behandlung der Bischöfe von Limoges und Poitiers den Papst gegen Johann auf, und 1203 drohte Papst Innozenz III. Johann mit dem Interdikt über der Normandie, falls Johann die Bestätigung des Bischofs von Sées verweigerte. Angesichts der militärischen Lage hatte sich Johann dem Papst gefügt.
In England dagegen war die königliche Gewalt über die Bischöfe traditionell stärker, und Johann wollte dies beibehalten. 1205 gelang es Johann, seinen Kandidaten Peter des Roches als Bischof von Winchester einzusetzen. Im selben Jahr starb Hubert Walter, der Erzbischof von Canterbury und damit Primas der englischen Kirche. Johann wollte die Mönche dazu bewegen, seinen Sekretär John de Gray, Bischof von Norwich, zum Nachfolger zu wählen. In einer geheimen Wahl wählten die Mönche jedoch ihren Prior Reginald zum Nachfolger Walters, der daraufhin nach Rom reiste, um seine Bestätigung durch Innozenz III. zu erhalten. Als Johann davon erfuhr, reiste er nach Canterbury, wo ihm die Mönche aus Furcht vor Repressionen versicherten, dass Reginald nicht gewählt worden sei und in Gegenwart des Königs John de Gray wählten. Als jetzt beide Parteien in Rom ihre Ansprüche vor den Papst brachten, entschloss sich dieser, beide Wahlen zu annullieren. Stattdessen schlug der Papst Kardinal Stephen Langton als neuen Kandidaten vor, von dem er hoffte, dass dieser seine Kirchenreform auch in England vorantreiben würde. Der Papst drängte die in Rom weilende Abordnung der Mönche dazu, Langton zum Erzbischof zu wählen, und bestätigte anschließend die Wahl.
Johann wollte diesen Kompromiss jedoch nicht anerkennen, da er Langton wegen seiner langjährigen Tätigkeit als Lehrer an der Sorbonne in Paris als Parteigänger von Philipp II. für nicht akzeptabel hielt. Er vertrieb die Mönche aus Canterbury und besetzte die Ländereien des Erzbistums. Bereits Anfang des Jahres hatte Johann die Temporalien seines Halbbruders Geoffrey, des Erzbischofs von York besetzt, nachdem dieser gegen eine hohe Sondersteuer protestiert hatte und ins Exil gegangen war. Der Papst versuchte, den König zum Einlenken zu bewegen, doch nach einem Jahr Wartezeit weihte er Langton im Juni 1207 zum Erzbischof und begann mit Vorbereitungen, um das Interdikt über England zu verhängen. Da fast alle Barone, die Mehrheit der Priester und auch viele Mönche den vollständigen Verlauf des Konflikts nicht kannten, herrschte in England die Auffassung, dass der Papst sich das Recht anmaße, den Erzbischof von Canterbury zu bestimmen und ihnen den recht unbekannten Langton als Primas aufzwingen wolle, so dass die Barone im Konflikt mit dem Papst hinter ihrem König standen.
Als der Papst im März 1208 das Interdikt über England verhängte, beschlagnahmte Johann im Gegenzug weitere Kirchengüter in England. Unter dem Vorwand, die Einhaltung des Zölibats zu überwachen, ließ er Priester und deren Geliebte verhaften, um sie erst nach Zahlung von Lösegeld freizulassen. Andere Kirchenmänner, die sich dem König unterwarfen, erhielten ihren Besitz zurück, während die Bischöfe William de Ste Mère-Église von London, Eustace von Ely und Mauger von Worcester ins Exil gingen. Verhandlungen zwischen Papst und König blieben ergebnislos, weil Johann in der Einsetzung Langtons keinen Präzedenzfall schaffen wollte; außerdem wollte er sich nicht für schuldig bekennen, um die Zahlung eines Bußgeldes zu vermeiden. Daraufhin wurde er im November 1209 vom Papst exkommuniziert, weshalb auch die Bischöfe Herbert Poor von Salisbury, Hugh of Wells von Lincoln, Jocelin of Wells von Bath und Gilbert de Glanville von Rochester ins Exil gingen. Da weitere Bistümer nach dem Tod ihrer Bischöfe vakant waren und Giles de Braose, der Bischof von Hereford, wegen der Verfolgung seiner Familie durch den König bereits geflüchtet war, gab es mit Ausnahme von Peter des Roches von Winchester und John de Gray, der Justiciar von Irland geworden war, keinen Bischof mehr in England. Dennoch standen die Barone, der Großteil der Bevölkerung und ein Teil des Klerus im Konflikt mit dem Papst weiter hinter dem König. Nachdem der römisch-deutsche Kaiser Otto IV. und Graf Raimund VI. von Toulouse, die mit Johann verbündet waren, ebenfalls exkommuniziert worden waren, sah Johann wenig Anlass, gegenüber dem Papst einzulenken. Die weiteren Verhandlungen zwischen Papst und König wurden nur halbherzig geführt, bis sie 1211 abgebrochen wurden, als Gerüchte aufkamen, dass der Papst den König absetzen wollte. Zu diesem Zeitpunkt flossen die Einkünfte aus sieben vakanten Bistümern und 17 Abteien an die Krone, die somit aus dem Interdikt erheblichen Gewinn zog. Nachdem das Interdikt und die Exkommunikation weitgehend ohne Wirkung geblieben waren, blieb dem Papst nur noch die Möglichkeit, Johann als König abzusetzen und seine Untertanen von ihrer Treuepflicht zu entbinden.

### Johann als Lord of Ireland

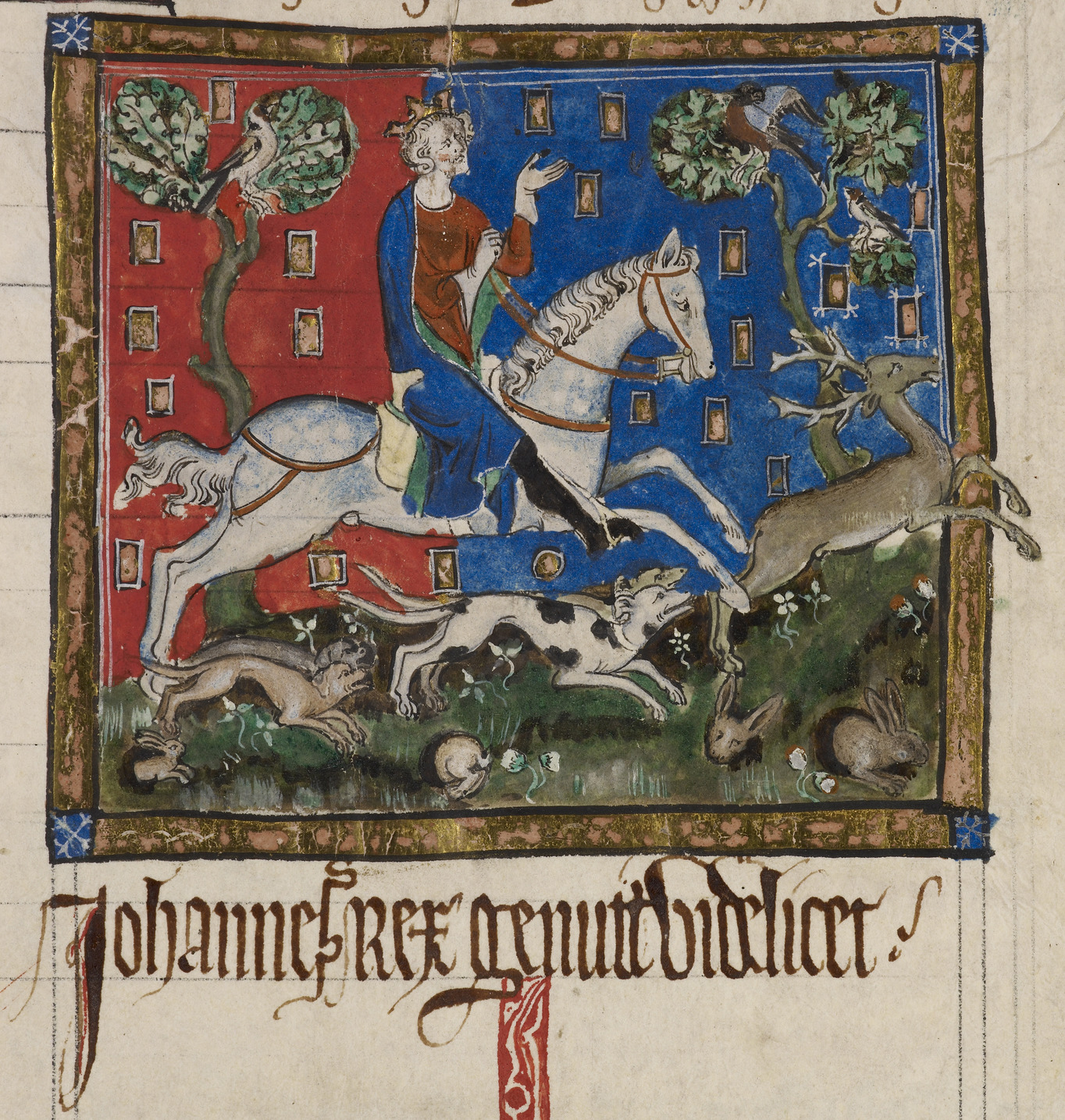
Johann Ohneland auf einer Hirschjagd (Liber legum antiquorum regum um 1321 verfasst für die Guildhall in London). London, The British Library, Cotton MS Claudius D. II, fol. 116r

Johann hatte ab 1185 als Lord of Ireland die Eroberung und Besiedlung von Irland durch englische Barone und Siedler zulasten der irischen Bevölkerung gefördert. Johanns Bruder Richard Löwenherz hatte sich als englischer König fast gar nicht um Irland gekümmert. Nach dem Tod von Domnall Mór Ó Briain 1194 und der Eroberung von Limerick teilte William de Burgh das Königreich Thomond auf. Johann ermunterte ihn, die Gebiete jenseits des Shannon anzugreifen, indem er ihm die Herrschaft von ganz Connacht versprach. Als Johann englischer König wurde, ernannte er Meiler FitzHenry zum königlichen Justiciar. 1204 wies er den Justiciar an, Städte zu gründen und Steuern einzutreiben. Dies führte zur Gründung der Countys von Waterford mit Waterford und Cork sowie von Munster, dazu wurden die königlichen Ländereien in Meath, Limerick und Ulster vergrößert und englische Bischöfe eingesetzt.

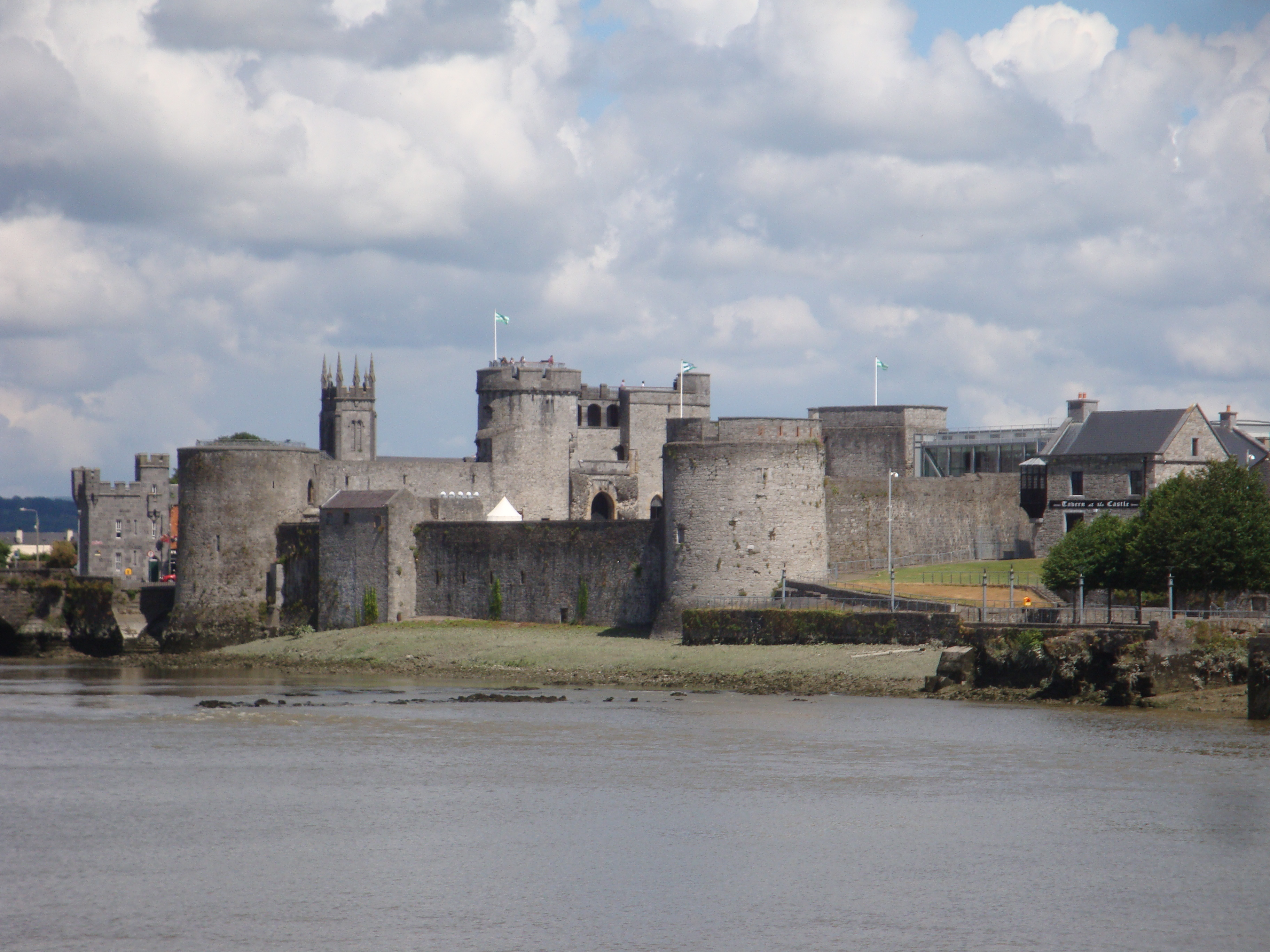
King John’s Castle in Limerick

1201 vergab Johann jedoch Limerick an seinen Günstling William de Braose und brach damit William de Burghs wachsende Macht. Zu den mächtigsten anglonormannischen Baronen gehörten nun die Brüder Hugh und Walter de Lacy. 1203 war Johann sogar bereit, Cathal Croibhdhearg Conchobair, den neuen irischen König von Connacht, zu unterstützen. Ähnlich verfuhr er in Ulster, wo er die Angriffe von Hugh de Lacy gegen John de Courcy duldete. Courcy musste schließlich im Mai 1205 zu Aodh Ó Néill nach Tyrone flüchten, und Hugh de Lacy wurde Earl of Ulster. Die Ankunft von William Marshal in Irland 1207 beendete jedoch Johanns Politik des gegenseitigen Ausspielens seiner Barone. Marshal hatte bereits 1189 die Besitzungen seines Schwiegervaters Strongbow in Irland geerbt, sich jedoch bislang nicht selbst um diese Besitzungen gekümmert. Marshal war bei Johann in Ungnade gefallen und verbündete sich nun mit den Lacys, wodurch sie den königlichen Justiciar Meiler FitzHenry im Winter von 1207 bis 1208 schlagen konnten. Anschließend missachteten sie den neuen Justiciar John de Gray, indem sie dem rebellierenden William de Braose von 1208 bis 1209 in Irland Zuflucht gewährten. Angesichts dieser Herausforderung entschloss sich Johann, einen zweiten Feldzug nach Irland zu unternehmen.
Angesichts der enormen Vorbereitungen von Johann, der eine Flotte von 700 Schiffen zusammenzog, unterwarf sich William Marshal dem König in Pembroke. Johann landete am 20. Juni 1210 in Crook bei Waterford. In einem stürmischen, nur neun Wochen dauernden Feldzug vertrieb er Walter und Hugh de Lacy aus Meath und Ulster, dazu konnte er Maud de St Valery, die Frau von William de Braose, und ihren ältesten Sohn William gefangen nehmen. Sein erfolgreicher Feldzug machte großen Eindruck auf die anglonormannischen Barone in Irland. Mehr als 20 irische Häuptlinge unterwarfen sich in Dublin dem König, und Johann konnte das englische Rechtssystem sowie die englische Währung in Irland einführen. Im Gegensatz zu den Engländern machte Johanns Feldzug keinen großen Eindruck auf die Iren. Johanns Beziehungen zu den Königen Cathal Croibhdhearg and Aodh Ó Néill blieben angespannt, und letztlich erreichte er gegenüber ihnen wenig. Sein Feldzug war jedoch eine eindrückliche Erinnerung, dass die englischen Könige weiterhin große Macht besaßen. Nach seiner Abreise errichtete John de Gray eine strategisch wichtige Brücke über den Shannon zwischen Meath und Connacht bei Athlone, so dass eine irisch-englische Armee mit Unterstützung von Ó Briain in Connacht einfallen konnte und Cathal zur Stellung seines Sohns als Geisel zwingen konnte. Im Norden dagegen konnte sich Gray nicht gegen Ó Néill durchsetzen. Johanns Unterstützung der englischen Barone in Irland führte jedenfalls dazu, dass sie sich während des Bürgerkriegs von 1215 bis 1216 loyal zu ihm verhielten.

### Kampf um Wales
Johann engagierte sich stärker als alle bisherigen normannischen oder angevinischen Könige in Wales. Durch die Hochzeit mit Isabel of Gloucester war er seit 1189 Earl of Gloucester und Lord of Glamorgan in Südostwales. Auch nach seiner Scheidung von Isabella 1199 blieb er im Besitz von Glamorgan. Als englischer König und damit Oberherr der anglonormannischen Marcher Lords und der walisischen Fürsten versuchte er zunächst, die Erbstreitigkeiten nach dem Tod von Lord Rhys in Deheubarth und die Ambitionen von Gwenwynwyn von Powys für sich auszunutzen. 1199 konnte er so Cardigan Castle von Maelgwn ap Rhys erwerben, und im Juni 1200 ermunterte er seinen Vertrauten William de Braose zur Eroberung von walisischen Gebieten. Im Gegensatz zu seinen Vorgängern schloss Johann mit den walisischen Fürsten schriftliche Verträge, sein Vertrag, in dem Llywelyn ab Iorwerth von Gwynedd 1201 seine Oberherrschaft anerkannte, ist der älteste erhaltene schriftliche Vertrag zwischen einem englischen König und einem walisischen Fürsten. Johann erkannte im Gegenzug Llywelyn in dem Vertrag als Fürsten von Nordwales an.
Besonders nach dem Verlust der Normandie engagierte sich Johann häufig selbst in Wales und überließ die Eroberung von Wales nicht mehr allein den Marcher Lords. Er verheiratete im selben Jahr seine uneheliche Tochter Johanna mit Llywelyn ab Iorwerth. Von 1204 bis 1214 war er mindestens einmal im Jahr in Wales oder an der walisischen Grenze. Am 8. Oktober 1208 ließ er Gwenwynwyn von Powys in Shrewsbury verhaften und ließ ihn nur unter demütigenden Umständen wieder frei. Als Folge davon besetzte Llywelyn ab Iorwerth Gwenwynwyns Fürstentum. Da sein Schwiegersohn Llywelyn ab Iorwerth den rebellischen Baron Braose unterstützt hatte, führte Johann 1211 erstmals nach Heinrichs II. gescheitertem Feldzug von 1165 einen Feldzug gegen Gwynedd. Der erste Vorstoß im Mai scheiterte, nachdem die Waliser sich ins Bergland von Snowdonia zurückgezogen hatten. Johanns Vorstoß führte ins Leere und seine Armee litt unter Nahrungsmangel. Nur zwei Monate später unternahm Johann mit seinem Feudalheer einen weiteren, besser vorbereiteten Vorstoß. Es war Johann gelungen, Llywelyns Verbündete zum Abfall zu bewegen und er stieß weiter nach Gwynedd vor, als es bislang je ein englisches Heer geschafft hatte. Ein Stoßtrupp brannte Bangor nieder. Gwynedd und die durch innere Kriege zerstrittenen anderen Fürsten wurden durch das militärisch überlegene englische Heer rasch bezwungen, so dass Llywelyns Frau Johanna bei ihrem Vater um Frieden bitten musste. In dem Friedensvertrag musste Llywelyn Johanns Oberherrschaft anerkennen und Perfeddwlad in Nordostwales an England abtreten. Sollte er mit Johanna keine männlichen Nachkommen haben, so würde nach seinem Tod Gwynedd an die englische Krone fallen. Damit hatte Johann den Höhepunkt seiner Macht in Wales erreicht, er beherrschte Glamorgan und Wentloog, Abergavenny, Gower, Brecon, Builth und weitere Gebiete, so dass er Ende 1211 in Wales mächtiger als jeder englische König vor ihm war.
Als Johann seine Macht über Gwynedd durch den Bau von Burgen wie Aberystwyth Castle ausbauen wollte, konnte der geschwächte Llywelyn ab Iorwerth angesichts dieses neuen englischen Drucks die zerstrittenen anderen Fürsten einen. Die vereinten Fürsten begannen einen Aufstand gegen die englische Herrschaft, der für die Engländer unerwartet kam. Johann plante daraufhin, 1212 mit einer starken Armee Wales zu unterwerfen und berief sein Feudalheer nach Chester. Am 14. August 1212 ließ er unbarmherzig 28 jugendliche Geiseln, die ihm die Waliser 1211 stellen mussten, in Nottingham hängen. Kurz bevor er mit seinem Heer nach Wales aufbrechen konnte, erfuhr er durch seine Tochter Johanna von Wales und durch den schottischen König Wilhelm I. von einer Verschwörung seiner Barone, die ihn während des Feldzugs in Wales ermorden oder den Walisern ausliefern wollten. Daraufhin brach er den geplanten Feldzug ab.
Bis 1213 hatten die aufständischen Waliser die 1211 verlorenen Gebiete zurückerobert. Llywelyn ab Iorwerth verbündete sich mit den rebellischen Baronen in England und eroberten sogar Shrewsbury. In der Magna Carta erreichte er, dass nach Absatz 56 und 57 zu Unrecht erobertes Land in Wales zurückgegeben wurde und nach Absatz 58 Geiseln wie sein Sohn Gruffydd wieder frei kamen. Als es trotzdem zum Krieg der Barone kam, eroberte er Ende 1215 in einem erfolgreichen Feldzug weite Teile von Südwales, so dass Johanns Bemühungen in Wales letztlich vergebens waren.

### Verhältnis zu Schottland

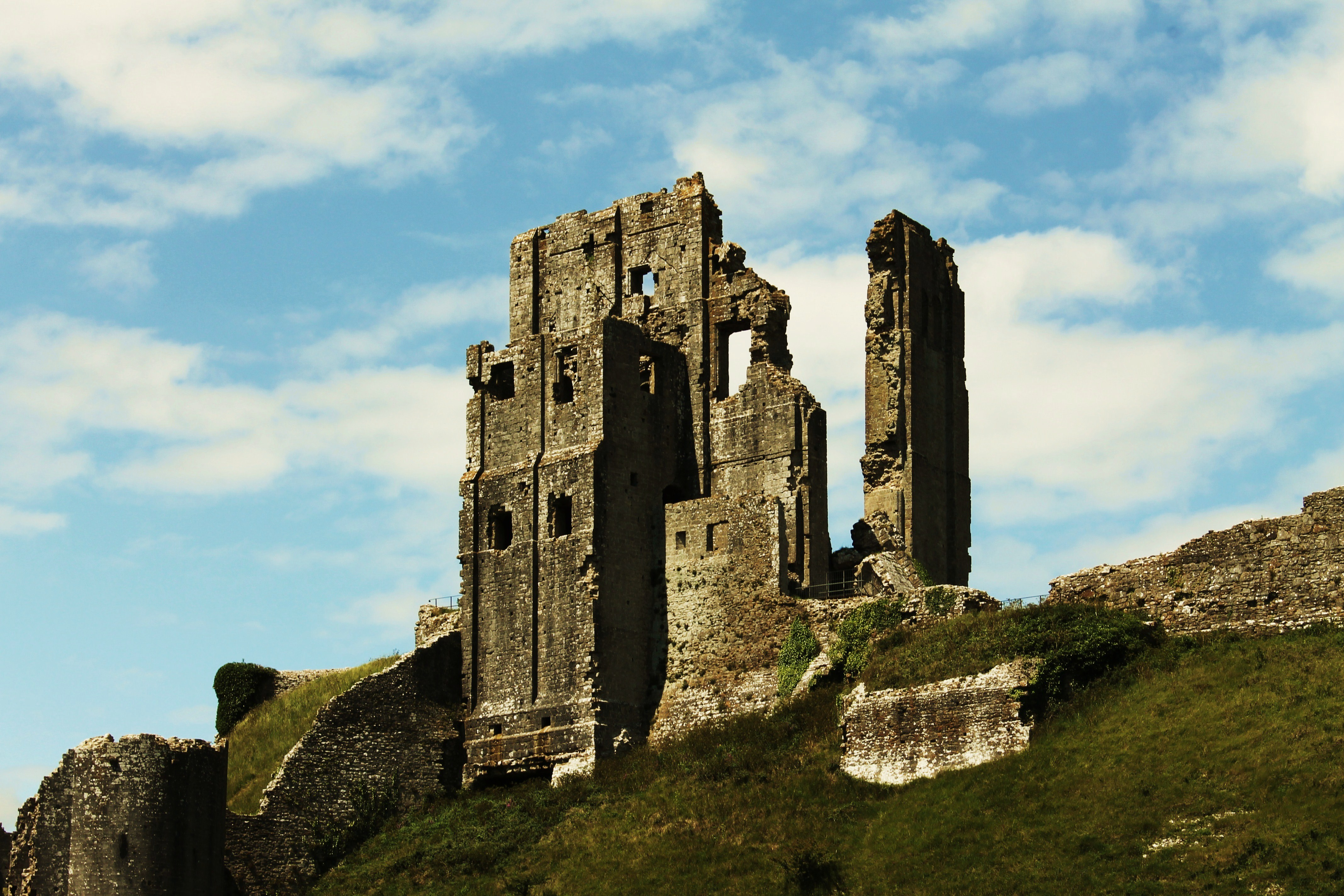
Die Ruine von Corfe Castle in Südengland, das Johann als Residenz, Festung, Gefängnis und Schatzkammer diente

Im November 1200 huldigte der schottische König Wilhelm I. Johann in Lincoln für seine englischen Besitzungen. Wilhelm I. hoffte, dass er Northumberland zurückerhalten würde, verzichtete aber auf weitere Aktivitäten. Nachdem sich die Könige noch im April 1209 bei Bolton bei Alnwick getroffen hatten, unternahm Johann im Sommer 1209 plötzlich einen Feldzug von Newcastle aus nach Schottland. Die Gründe für diesen Feldzug sind unklar, vielleicht wollte er mit dem Feldzug einem französisch-schottischen Bündnis zuvorkommen, das durch eine geplante Hochzeit einer Tochter Wilhelms I. mit dem französischen König angebahnt wurde. Der kranke Wilhelm musste im August 1209 den demütigenden Vertrag von Norham akzeptieren. In diesem musste er zustimmen, 15.000 Mark an Johann zu zahlen, ihm dreizehn Geiseln zu stellen und ihm seine beiden Töchter auszuhändigen, die Johann nach seiner Wahl verheiraten konnte. Der weiterhin kränkliche König wurde noch stärker von Johann abhängig, als 1211 Guthred Macwilliam einen Anspruch auf den schottischen Thron erhob. Im Gegenzug für ein Söldnerkontingent, das ihm der englische König zur Verfügung stellte, musste der schottische König im Februar 1212 im Vertrag von Durham weitere Zugeständnisse machen. Johann erhielt das Recht, Wilhelms vierzehnjährigen Sohn Alexander zu verheiraten und akzeptierte ihn als zukünftigen schottischen König. Johann schlug Alexander 1212 in London zum Ritter und übergab ihm die Führung einer Armee von Brabanzonen, mit denen er Macwilliam schlagen und töten konnte.

## Fortsetzung des Kriegs mit Frankreich
Erst 1212 beabsichtigte Johann einen neuen Feldzug nach Frankreich. Angesichts seiner Erfolge in Irland, Wales und gegen Schottland glaubte er an eine baldige Rückeroberung seiner Besitzungen in Frankreich. Unterstützt von Graf Rainald von Boulogne und verstärkt durch die Rückkehr Kaiser Ottos IV. im März 1212 wollte er das Bündnis erneuern, das er 1200 im Vertrag von Le Goulet aufgegeben hatte. Um weitere Verbündete im Kampf gegen König Philipp II. zu gewinnen, sandte Johann im Frühjahr oder Sommer 1212 sogar eine Gesandtschaft an den Almohadenkalif Muhammad an-Nasir, den er als Admiral Murmelius titulierte. Da dieser das südliche Spanien beherrschte, versuchte er ihn zum Kampf gegen Frankreich zu bewegen. Der König konnte dem Kalifen jedoch nur wenige Gegenleistungen für das Bündnis anbieten, und dass er die angeblich angebotene Konversion von seinem Reich zum Islam ernst meinte, muss bezweifelt werden. Der Kalif wies das Angebot zurück, und nachdem er am 16. Juli 1212 in der Schlacht bei Las Navas de Tolosa von den spanischen Christen vernichtend geschlagen worden war, wurde das Angebot vollends gegenstandslos.
Johann hatte im Sommer 1212 bereits seine Land- und Seestreitkräfte für einen Feldzug nach Frankreich in Portsmouth gesammelt, als er seine Truppen wegen des walisischen Aufstands nach Chester berief. Nachdem er im August von der Verschwörung einiger Barone erfahren hatte, flüchteten die Barone Robert FitzWalter und Eustace de Vesci ins Ausland, während der Schatzbeamte Geoffrey of Norwich gefangen genommen wurde und im Kerker starb. Johann blieb von nun an stets misstrauisch und umgab sich mit einer bewaffneten Leibwache. Er sagte den Feldzug nach Wales ab und verlangte stattdessen von verdächtigen Baronen, vor allem aus Nordengland, Loyalitätseide und die Stellung von Geiseln. Der Prediger Peter of Wakefield prophezeite öffentlich das drohende Ende von Johanns Herrschaft. Johann versprach, gegen den Machtmissbrauch seiner Beamten und der Sheriffs vorzugehen. Philipp II. von Frankreich plante für April 1213 eine Invasion in England. Johann verhandelte darauf mit Aragón und Toulouse, um Frankreich von Süden her zu bedrohen. Dazu sammelte er im April eine große Armee in Kent, um die befürchtete Invasion abzuwehren.

### Aussöhnung mit dem Papst

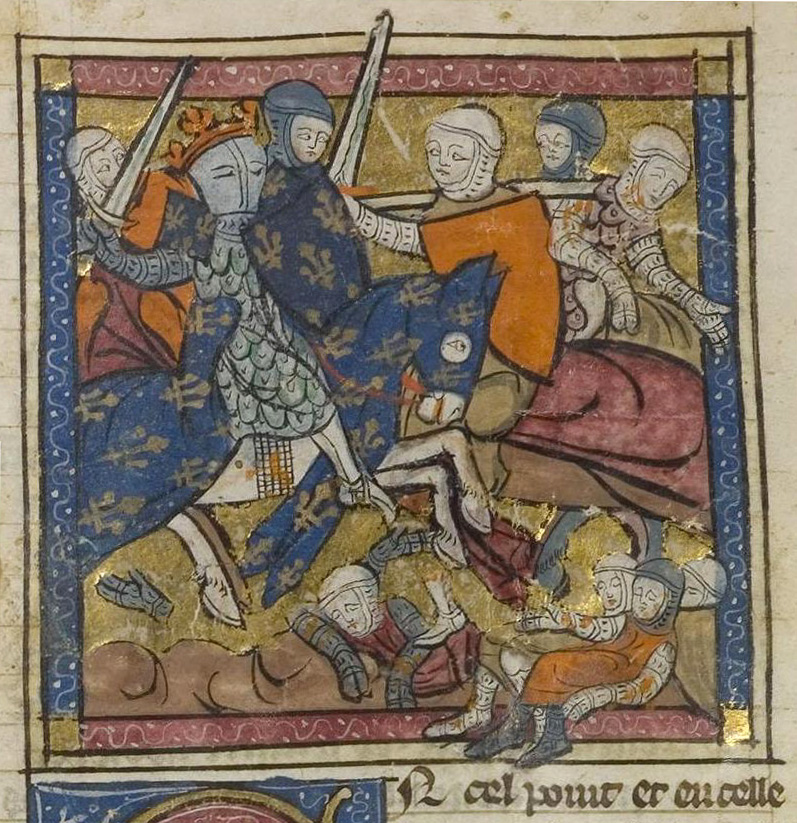
Schlacht von Bouvines. Buchmalerei des 13. Jahrhunderts

Um der drohenden Absetzung durch den Papst und der Entbindung seiner Vasallen von ihrer Treuepflicht zuvorzukommen, nahm Johann Ende 1212 wieder Verhandlungen mit dem Papst auf. Er war nun bereit, sowohl Langton als Erzbischof von Canterbury anzuerkennen als auch die Kirche für ihre Verluste finanziell zu entschädigen. Neben den exilierten Geistlichen musste er auch die Barone Eustace de Vesci und Robert FitzWalter wieder in seinem Reich aufnehmen. Papst Innozenz III. blieb zunächst gegenüber dem König sehr misstrauisch und ermächtigte Erzbischof Langton, erneut das Interdikt über England zu verhängen und den König zu exkommunizieren, wenn Johann den Frieden zwischen ihm und der Kirche von England verletzen würde. Johann ging jedoch weiter. Vor fast allen seinen Baronen, die er zur Abwehr der befürchteten französischen Invasion versammelt hatte, unterwarf er sich am 15. Mai in Ewell bei Dover dem päpstlichen Gesandten Pandulf. Er erkannte die Lehnshoheit des Papstes über England an und versprach ihm einen jährlichen Tribut von 1000 Mark. Den Prediger Peter of Wakefield ließ er jedoch hängen.
Der Papst hatte große Hoffnungen, dass Johann nun ein Führer eines neuen Kreuzzugs würde und hob im Juli 1213 das Interdikt gegen England auf. Am 20. Juli löste Erzbischof Langton die Exkommunikation des Königs in der Kathedrale von Winchester auf. Der Papst beschränkte jedoch Langtons Zuständigkeiten durch die Entsendung von Kardinalbischof Nikolaus von Tusculum als persönlichen Repräsentanten nach England. Dieser vereinbarte mit Johann als Ausgleich für die finanziellen Verluste der Kirche während des Interdikts eine in jährlichen Raten zu zahlende Entschädigung in Höhe von 100.000 Mark. Weiter besetzte der Kardinalbischof ohne Zustimmung Langtons oder der Domkapitel die vakanten Bischofssitze neu. Dabei ernannte er mit William of Cornhill als Bischof von Coventry, Walter de Gray als Bischof von Worcester und später als Erzbischof von York und John de Gray als Bischof von Durham Vertraute des Königs, die diesen während des Interdikts unterstützt hatten. Der Papst wurde so zum Verbündeten des Königs und unterstützte ihn auch gegen die oppositionellen englischen Barone.

### Erfolglose Feldzüge nach Frankreich

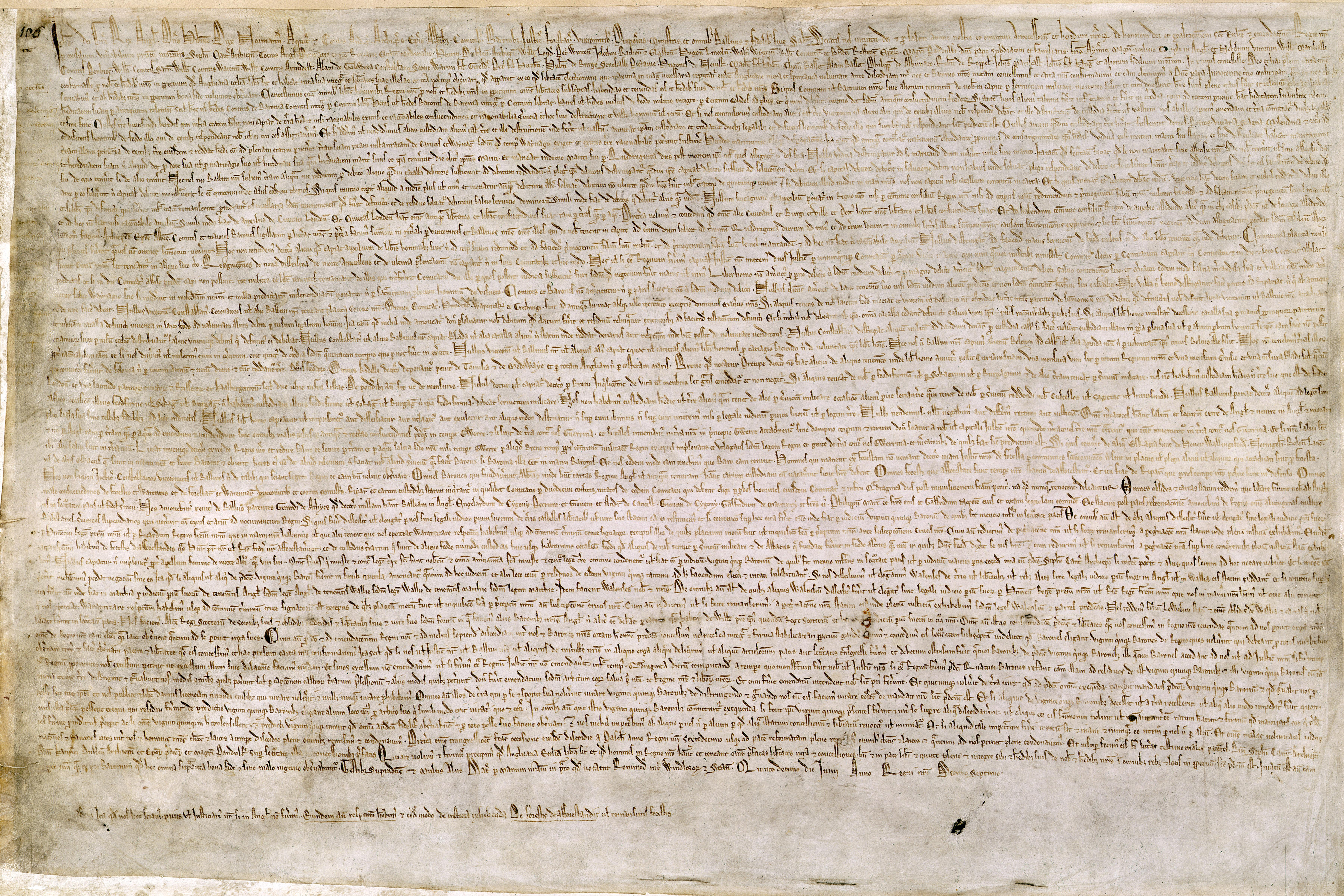
Eine der vier erhaltenen Ausgaben der Magna Carta von 1215 (British Library)

Johanns Halbbruder William Longespée konnte in der Seeschlacht bei Damme am 30. Mai 1213 einen Teil der französischen Flotte zerstören, so dass die Gefahr einer französischen Invasion zunächst gebannt war. Im Juni gab Johann den Befehl, ins Poitou aufzubrechen, doch zahlreiche Barone weigerten sich, ihm zu folgen. Besonders einige Barone aus Nordengland, angeführt von Eustace de Vesci, erklärten, dass ihre Vasallenpflichten sich nicht auf Dienste im Poitou beziehen würde, weshalb sie sich weigerten, Johann nach Frankreich zu folgen. Weitere Angehörige der Adelsopposition waren Robert FitzWalter, William de Mowbray und Geoffrey de Mandeville. Die Lage in Nordengland spitzte sich zu, als Johann nach dem Tod von Geoffrey Fitzpeter im Oktober 1213 den aus dem Poitou stammenden Peter des Roches als neuen Justiciar einsetzte.
Dennoch unternahm Johann ohne die aufrührerischen Barone seinen Feldzug nach Frankreich und landete im Februar 1214 in La Rochelle. William Longespée führte eine zweite Armee nach Flandern, wo er sich mit Kaiser Otto IV., Graf Ferdinand von Flandern und Rainald von Boulogne zusammenschloss. Johann konnte zunächst die Unterstützung zahlreicher Adliger aus dem Poitou, selbst der Lusignans, gewinnen und stieß im Juni bis Angers vor. Anschließend belagerte er die Burg von Roche-aux-Moines. Als Prinz Ludwig von Frankreich jedoch zum Entsatz anrückte, versagten ihm seine französischen Verbündeten die Unterstützung und Johann musste in der Schlacht bei Roche-aux-Moines kampflos das Schlachtfeld räumen und sich nach Süden zurückziehen. Nachdem seine Verbündeten am 27. Juli 1214 in der Schlacht bei Bouvines eine vernichtende Niederlage gegen Philipp II. erlitten hatten, war Johanns Feldzug vollständig gescheitert. Philipp II. stieß nun in das Poitou vor, und am 18. September vermittelte der englischstämmige Kardinal Robert Curzon einen fünfjährigen Waffenstillstand zwischen den beiden Königen. Am 13. Oktober landete Johann wieder in Dartmouth. Da wegen des fehlgeschlagenen Feldzugs seine Finanzmittel erschöpft waren, forderte er von seinen Baronen ein erneutes Schildgeld in Höhe von drei Mark pro knight’s fee.

## Bürgerkrieg in England

### Anerkennung der Magna Carta
Johanns Forderung stieß bei seinen Vasallen auf einhellige Ablehnung. Eine Gruppe der unzufriedenen Barone unter Führung von Eustace de Vesci und Robert Fitzwalter forderte von Johann eine königliche Charter, die ihnen ihre traditionellen Rechte und Freiheiten bestätigen sollte. Tatsächlich drängten sie auf einen offenen Bürgerkrieg, der Johann auch die Sympathien des restlichen Adels kosten sollte. Johann zögerte die Behandlung ihrer Forderungen zunächst hinaus, doch als sich im Mai 1215 die City of London den Rebellen anschloss, stimmte er auf Drängen von Erzbischof Stephen Langton Verhandlungen zu. Am 15. Juni akzeptierte er in der Magna Carta die Forderungen der Rebellen, womit der Bürgerkrieg vorerst beendet war.

### Krieg der Barone

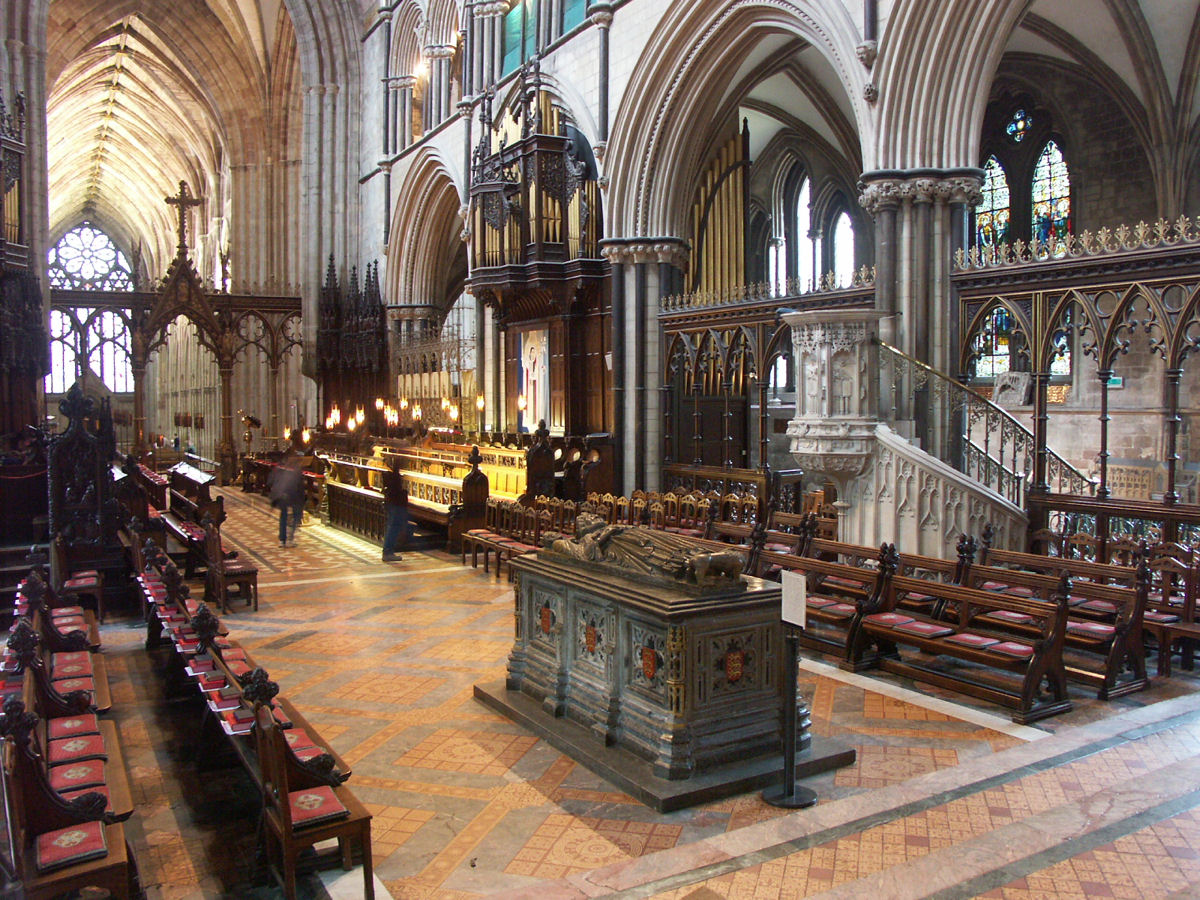
Grab König Johanns in der Kathedrale von Worcester

Insgeheim wandte sich Johann jedoch an seinen Oberlehnsherrn Papst Innozenz III., der in seiner Antwort im September die Magna Carta für nichtig erklärte und die Rebellen exkommunizierte. Daraufhin verwandelte sich der schwelende Konflikt in einen offenen Bürgerkrieg. Die Rebellen wandten sich an den französischen König und boten dessen Sohn Ludwig die englische Krone an. Nachdem Johann Ende 1215 in einem Feldzug zunächst noch erfolgreich bis Schottland vorgestoßen war, landete im Mai 1216 Prinz Ludwig mit französischen Truppen in London. Durch einen Feldzug quer durch England konnte das Bündnis der Rebellen und der Franzosen weite Teile Englands erobern. Zahlreiche Adlige, selbst Johanns Halbbruder William Longespée, schlossen sich Prinz Ludwig an.

### Verlust des Kronschatzes und Tod
Johann unternahm im September eine Gegenoffensive, um Lincoln zu entsetzen. In der Nacht vom 9. auf den 10. Oktober erkrankte er wahrscheinlich an der Ruhr. Am 10. Oktober machte er noch eine Stiftung an Margaret de Braose zugunsten ihrer Eltern und ihres Bruders William, der in seinem Kerker gestorben war. In den nächsten Tagen verschlechterte sich Johanns Gesundheit. Vermutlich ging ein Teil seines Trosses mit den Kronjuwelen bei einer Durchquerung des Wash verloren. Johann erreichte noch Newark, wo er in der Nacht zum 19. Oktober 1216 starb. Da die traditionelle Grabstätte seiner Familie, die Abtei Fontevrault im Anjou, nicht mehr in seinem Reich lag, wurde er seinem Wunsch gemäß in der Kathedrale von Worcester begraben. Sein Grab befindet sich zwischen den Gräbern der angelsächsischen Heiligen Oswald und Wulfstan und wurde vermutlich bewusst als Symbol für die Verschiebung des politischen Zentrums seines Reiches von den Besitzungen in Frankreich nach England gewählt.

## Familie und Nachkommen
Johann war zweimal verheiratet. Seine erste Ehe mit Isabel von Gloucester blieb kinderlos. Mit seiner zweiten Frau Isabella von Angoulême hatte er fünf Kinder:
- Heinrich III. (1207–1272)
- Richard (1209–1272)
- Johanna (1210–1238) ⚭ Alexander II. von Schottland
- Isabella (1214–1241) ⚭ Kaiser Friedrich II.
- Eleanor (1215–1275), ⚭ (1) 1224 William Marshal, 2. Earl of Pembroke, ⚭ (2) 1238 Simon de Montfort, 6. Earl of Leicester

Daneben hatte der König zahlreiche Geliebte, dazu soll er den Frauen mancher seiner Barone nachgestellt haben. Die Barone Robert FitzWalter und Eustace de Vesci nannten als Grund ihrer Rebellion, dass der König ihre Frauen begehrt hatte. Johann hatte mindestens fünf uneheliche Kinder, die er vermutlich noch während seiner ersten Ehe zeugte:
- Johanna von Wales († 1237) ⚭ 1204 Llywelyn ab Iorwerth, Fürst von Gwynedd
- Richard FitzRoy († 1246), Lord of Chilham
- Oliver FitzRoy († 1219)
- Geoffrey, 1205 als Söldnerführer in Dartmouth genannt[17]
- Osbert

Auch während seiner zweiten Ehe hielt er sich mehrere Geliebte, darunter die Witwe Hawise, 2. Countess of Albemarle, sowie die vermutlich nicht dem Adel angehörenden Suzanne und Clementia.
Nach seinem Tod sicherte William Marshal Johanns minderjährigem Sohn Heinrich die Krone, indem er ihn zum König krönen ließ, als Regent die Magna Carta erneut anerkannte und die Barone im Kampf gegen Prinz Ludwig einte. 1217 musste Ludwig im Frieden von Lambeth auf seinen Anspruch auf den englischen Thron verzichten und England verlassen.

## Bewertung
Johann war bereits zu Lebzeiten äußerst unbeliebt und wurde auch von zeitgenössischen Chronisten durchweg negativ, als grausam, böse und wollüstig beurteilt. Dieses Urteil war jedoch durch den geistlichen Stand der Chronisten bedingt, die schon deshalb den unreligiösen und zeitweise exkommunizierten Johann, der nur 1203 oder 1204 die Zisterzienserabtei Beaulieu Abbey gestiftet hatte, schlecht beurteilten. Durch die Legenden von Robin Hood, das Drama König Johann von Shakespeare und Walter Scotts Roman Ivanhoe festigte sich Johanns schlechter Ruf in der Nachwelt. Bis ins 20. Jahrhundert wurde die Herrschaft Johanns von Historikern als unglücklich bewertet. Er gilt bis heute als König, dessen Beiname Ohneland durch den Verlust weiter Teile seiner Besitzungen in Frankreich bestätigt wurde. Das Schicksal seines Neffen Arthur, die Rebellion seiner englischen Barone und der vermutliche Verlust seiner Krone kurz vor seinem Tod bestätigten das Bild eines tyrannischen und erfolglosen Herrschers. Erst ab der zweiten Hälfte des 20. Jahrhunderts wurde die Regierung von Johann differenzierter betrachtet. W. L. Warren bewertete die Jugend Johanns als Katastrophe. Als er sich 1194 seinem Bruder Richard unterwerfen musste, war er 27 Jahre alt und galt als Verräter und Versager. Doch später als König agierte er realistisch wie der junge Heinrich II., entschlossener als sein Bruder Gottfried und strategischer als Richard. Er besaß ein hohes Maß an Regierungserfahrung, Organisationstalent und die Bereitschaft, sich auch in Verwaltungsdetails einzuarbeiten. Er übernahm ein durch lange Kriege finanziell ausgeblutetes und unzusammenhängendes Reich. Seine anfänglichen Fehler beschleunigten die Abspaltung der Normandie und dergleichen anderen Besitzungen in Frankreich, waren jedoch nicht deren Ursache. Nach dem Verlust der Normandie musste er, anders als seine Vorgänger, seine Herrschaft auf England konzentrieren, dies und seine Finanzpolitik führten zu zunehmender Unzufriedenheit vieler auf Autonomie bedachter Barone. Nach anfänglichen Misserfolgen war er in späteren Jahren ein durchweg erfolgreicher Feldherr, der seine Herrschaft durch Feldzüge gegen Schottland, Irland und Wales festigte und auch in Frankreich persönlich ungeschlagen blieb.